# Biblioteca della Camera dei deputati
La Biblioteca della Camera dei deputati "Nilde Iotti" è una delle due biblioteche del Parlamento italiano riunite nel Polo bibliotecario parlamentare, ed è stata fondata nel 1848. Inizialmente riservata ai parlamentari, dopo il trasferimento nella sede di via del Seminario nel 1988 è stata aperta al pubblico.
Con circa 1.400.000 di volumi a stampa, 1.500 riviste correnti e un patrimonio per oltre il 35% in lingua straniera, è una delle maggiori biblioteche di Roma.

## Storia

### Le origini. La Biblioteca di Pietro Fea (1848-1920)
La Biblioteca della Camera dei deputati fu istituita nel 1848 come struttura di supporto del Parlamento subalpino. La sua prima sede fu in Palazzo Carignano, a Torino. Il regolamento provvisorio, approvato nel corso della prima seduta della Camera, l’8 maggio 1848, prevedeva una biblioteca e un archivio «sotto la sovrintendenza dei Questori» e un bibliotecario-archivista designato con il voto dell’Assemblea. Il 7 giugno, a scrutinio segreto, fu nominato il bibliotecario nella persona di Leonardo Fea, con 101 voti a favore e 8 contrari.
Il 27 dicembre 1848, la Camera affiancò al Bibliotecario una Commissione di vigilanza incaricata di esprimere le esigenze dei deputati nella scelta dei libri. Nel marzo 1852, la Commissione per la Biblioteca fu ridotta a tre membri più i due Questori. Tale sarebbe rimasta, salvo una parentesi durante il fascismo, fino al 1966.
Dopo il trasferimento della capitale a Firenze, nel 1865, la Camera dei deputati e il Ministero degli esteri occuparono il Palazzo della Signoria. Alla morte di Fea la Camera, riunita in Comitato segreto, nominò bibliotecario Giovanni Battista Scovazzi con 127 voti mentre 121 voti andarono a Desiderio Chilovi. Pochi giorni prima della nomina di Scovazzi, l’Ufficio di Presidenza, deliberò l’assunzione di Pietro Fea (1849-1932), figlio di Leonardo.
Pietro Fea si trovò ad affrontare il trasloco della Biblioteca da Firenze a Roma, nella nuova sede di Palazzo Montecitorio. Nel 1871 furono trasportati a Roma circa 22.000 volumi.
Negli anni Settanta, la Commissione di vigilanza fu dominata dalla figura di Filippo Mariotti(1833-1911), che diede alla Biblioteca della Camera alcuni caratteri distintivi e originali. Mariotti volle creare una sorta di centro di documentazione ante litteram. Fu così decisa la formazione di un grande catalogo degli articoli contenuti nelle riviste della Biblioteca. Il lavoro comportò la costruzione di un ampio schema di classificazione, utilizzato poi anche per le opere monografiche.
Pietro Fea, che già svolgeva funzioni di direttore con Mariotti, lo divenne di diritto dal 1º gennaio 1889. Fea fu bibliotecario della Camera fino al 30 giugno 1920.
Nel 1896 si tenne un concorso per vice segretario che fu vinto da Antonio Rovini (1871-1950). Il secondo e ultimo concorso che si svolse durante la gestione Fea fu quello del 1914-15, vinto da Enrico Damiani (1892-1953), poi direttore della Biblioteca dal dicembre 1927 al 1950.
Quando Ernesto Basile fu incaricato di progettare la nuova Aula e l’ampliamento di Palazzo Montecitorio, egli concepì un’estensione dei locali della Biblioteca nel nuovo edificio, intorno al cortile interno, con due gallerie che si concludevano in un grande salone che replicava al secondo piano (quarto piano del Palazzo Basile) gli analoghi spazi centrali del cosiddetto “Transatlantico” a piano terra, formando un quadrilatero.

### Dal primo dopoguerra al fascismo
Fea fu collocato a riposo dal 1º luglio 1920, sostituito dal vice bibliotecario Antonio Rovini. Il 31 agosto, fu pubblicato in Gazzetta ufficiale il bando di concorso per un nuovo segretario di biblioteca, vinto da Giuseppe Tucci che entrò in servizio il 1º gennaio 1921. Fu assunto anche il secondo classificato, il dott. Giovanni Bach.
Giuseppe Tucci (1894-1984), restò in Biblioteca dal 1920 al novembre 1925, quando partì alla volta dell’India insieme all’orientalista Carlo Formichi. Bach (1892-1962), lavorò in Biblioteca fino al 1950.
Tra i collaboratori di Rovini, a parte Tucci e Bach, il personaggio più importante fu Enrico Damiani, uno dei fondatori degli studi di slavistica e uno dei massimi esperti europei della cultura bulgara.
In quegli anni, Giacomo Matteotti fu uno dei deputati più legati alla Biblioteca. Quando fu rapito e ucciso, nel pomeriggio del 10 giugno 1924, intorno alle 16,15, stava recandosi a Montecitorio, presumibilmente proprio in Biblioteca, dove aveva trascorso parte della mattina.
Nel gennaio 1926, Rovini chiese il collocamento a riposo, avendo compiuto i 35 anni di servizio, ma anche perché ormai aveva preso avvio il processo di fascistizzazione della struttura amministrativa della Camera. Damiani fu nominato bibliotecario e si avviò un programma di ristrutturazione della Biblioteca, che si concluse con l’inaugurazione da parte del Presidente Casertano, il 1º gennaio 1929, dei locali completamente rinnovati.
Negli anni Venti e Trenta, Damiani ebbe in Giovanni Bach un collaboratore fidato che lavorò al suo fianco fino al secondo dopoguerra e divenne vice bibliotecario nel 1929, a cui si affiancò, nello stesso anno, Carlo De Franceschi (1899-1994), che sarebbe stato direttore dal marzo 1955 al giugno 1959. Negli anni Trenta si colloca anche il rapporto molto stretto con la Biblioteca della Camera di Giacomo Perticone, prima come comandato, poi come funzionario straordinario.
La Biblioteca della Camera aveva, nel 1934, un patrimonio che si può calcolare in più di 200.000 volumi.

### La Biblioteca della Camera nel secondo dopoguerra
Dopo l’armistizio dell’8 settembre e l’occupazione nazista della capitale, quasi tutti i dipendenti della Camera - tra di essi tutti gli impiegati della Biblioteca - si rifiutarono di trasferirsi a Venezia.
Dopo la liberazione di Roma, nominato Vittorio Emanuele Orlando Presidente della Camera pro tempore, tornarono a Montecitorio tutti i bibliotecari che vi prestavano servizio nel dicembre 1943, tra i quali Damiani, Bach e De Franceschi. Intanto Montecitorio tornava ad essere il centro della vita politica, prima attraverso la Consulta nazionale, riunitasi, per la prima volta, il 25 settembre 1945, poi con l’elezione della Assemblea Costituente, il 2 giugno 1946.
Nel novembre 1946 fu decisa la nomina di una Commissione di vigilanza composta dal Vicepresidente Giovanni Conti, dal questore Antonio Priolo e da Costantino Mortati. Il 10 dicembre 1946, l’Ufficio di Presidenza deliberò un nuovo concorso per segretario di Biblioteca il cui vincitore risultò Silvio Furlani (1921-2001), il quale, a partire dal 1949, avrebbe lavorato al fianco di Carlo Pariset, funzionario e stenografo presso la Biblioteca dall'aprile di quell'anno, per contribuire al processo di riorganizzazione della stessa sotto la direzione provvisoria di Umberto Collamarini.
Nella prima legislatura repubblicana, si avviò un processo di riorganizzazione della Biblioteca. Damiani, posto di fronte all’incompatibilità tra direttore della Biblioteca e docente universitario lasciò il servizio. In questo periodo emerge la figura del deputato Igino Giordani (1894-1980), personalità di primo piano della Democrazia Cristiana, che era anche esperto di biblioteconomia, avendo studiato negli Stati Uniti e lavorato per anni presso la Biblioteca Vaticana. Giordani ottenne da Gronchi un contratto di consulenza che ebbe inizio dal 1º luglio 1954 e si protrasse fino al 30 giugno 1961. L’impresa più importante fu la ricatalogazione del patrimonio della Biblioteca secondo le Norme per il catalogo degli stampati della Biblioteca Vaticana.
Silvio Furlani fu nominato direttore della Biblioteca, con decorrenza dal 1º febbraio 1963. In quegli anni nacque un ampio dibattito politico e scientifico sulla crisi del Parlamento che aveva, tra i punti nodali, l’adeguamento degli apparati di documentazione, uno dei punti centrali della riforma dell'amministrazione della Camera voluta dal Segretario generale Francesco Cosentino. In questo contesto, la Biblioteca doveva diventare un servizio dinamico volto a “disseminare l’informazione” in un quadro di “integrazione” con gli altri servizi di documentazione.
Nello stesso periodo, dalla fine degli anni Cinquanta, la Biblioteca della Camera ebbe uno sviluppo straordinario in termini qualitativi e quantitativi, a cui corrispose un forte aumento della dotazione di bilancio. Nel 1981, le stime del patrimonio erano di 700.000 volumi e 2000 periodici correnti. Questo ritmo di crescita era incompatibile con gli spazi a disposizione a Montecitorio. La disponibilità di grandi complessi immobiliari nelle vicinanze di Montecitorio rafforzò l’ipotesi del decentramento della Biblioteca, nonostante l’aperta opposizione di Silvio Furlani. Con delibera dell’Ufficio di Presidenza del 15 marzo 1979, fu deciso il trasferimento della Biblioteca in Via del Seminario, nel complesso già in uso al Ministero delle poste e telecomunicazioni.
Nel 1980 fu istituito il Comitato di vigilanza sui servizi di documentazione che rifletteva, ormai, la complessità del comparto della documentazione. Furlani fu collocato a riposo il 31 dicembre 1981. L’effettiva apertura al pubblico si ebbe mercoledì 14 dicembre 1988, 140 anni dopo l’atto di nascita della Biblioteca a Palazzo Carignano.

### Sviluppi recenti e nascita del Polo bibliotecario parlamentare
Negli anni Novanta, dopo l’apertura della nuova sede, la Biblioteca della Camera affrontò l’impatto con l’utenza universitaria romana che, ben presto, decretò il successo della sede di via del Seminario. Nella fase successiva, alla fine degli anni Novanta, il contesto fu completamente modificato da Internet e dallo sviluppo delle iniziative di comunicazione istituzionale basate su di un rapporto più attivo verso la cittadinanza e verso i mass media. Gli sviluppi più recenti hanno visto la nascita di un progetto di coordinamento e di progressiva integrazione tra le due biblioteche parlamentari, reso possibile dal trasferimento e dall’apertura al pubblico, il 21 giugno 2003, anche della Biblioteca del Senato, nel Palazzo della Minerva, adiacente alla Biblioteca della Camera.
Il 12 febbraio 2007, i Segretari generali della Camera e del Senato firmarono un protocollo d’intesa, istitutivo del cosiddetto “Polo bibliotecario parlamentare”, contenente un programma finalizzato al coordinamento e alla razionalizzazione dei servizi, sia verso l’utenza parlamentare, sia verso la cittadinanza e il mondo della scuola.
Il 2 aprile 2019, nel corso di una cerimonia alla presenza del Presidente Roberto Fico, la Biblioteca della Camera è stata intitolata a Nilde Iotti.

## Organizzazione
La Biblioteca della Camera è articolata nelle seguenti aree organizzative:
1. Ufficio acquisizioni e Ufficio catalogazione (sviluppo del patrimonio librario e delle risorse elettroniche, catalogazione, gestione del sistema di automazione della Biblioteca, e supervisione delle attività di movimentazione libraria).
2. Ufficio legislazione straniera (documentazione in diritto straniero e comparato).
3. Ufficio sistemi di automazione (spoglio dei resoconti della Camera dei deputati e registrazione dell’iter degli atti di indirizzo e controllo della Camera e del Senato).
4. Ufficio Informazioni ai deputati e Informazioni al pubblico (servizio di reference per l’utenza parlamentare ed esterna, attività di ricerca bibliografica, redazione di guide, pubblicazione di attività parlamentari, iniziative di carattere formativo).

## Raccolte e fondi
Attualmente la Biblioteca possiede circa 1.400.000 volumi, 7.200 periodici (di cui circa 1.500 correnti), 4.000 edizioni antiche e rare. La collezione si amplia con circa 12.000 nuovi volumi ogni anno.
Le raccolte della Biblioteca si sono sviluppate negli ambiti disciplinari di maggiore interesse per la documentazione parlamentare, in particolare nel diritto italiano e straniero, nella storia, nelle scienze politiche e sociali, nella scienza dell'amministrazione, nelle relazioni internazionali, nell'economia.
La Biblioteca possiede le collezioni complete degli Atti parlamentari delle due Camere e numerose collezioni di fonti normative. Riserva inoltre particolare attenzione alle collezioni legislative e parlamentari di altri paesi e alle pubblicazioni delle organizzazioni internazionali. Fin dal 1910, e da ultimo in base alla legge 15 aprile 2004, n. 106, la Biblioteca della Camera è, insieme alla Biblioteca del Senato, depositaria delle pubblicazioni edite dallo Stato e dagli enti pubblici.
La Biblioteca cura la BPR: Bibliografia del Parlamento italiano e degli studi elettorali, bibliografia multidisciplinare e biblioteca digitale sul Parlamento italiano e sulle elezioni politiche italiane dal 1848 fino ai giorni nostri, organizzata sulla base di uno schema di classificazione di oltre 100 classi. La BPR è consultabile anche all'interno del Portale storico della Camera dei deputati.
Tra le collezioni di maggiore interesse:

### Fondo antico e fondo Kissner
Il fondo antico si è formato principalmente nella seconda metà del XIX secolo per mezzo di acquisti sul mercato antiquario, ma viene tuttora arricchito. È composto da circa 2000 volumi e raccolte di incisioni. Agli inizi degli anni Novanta la collezione è stata riordinata e ne è stato pubblicato un catalogo a stampa (Catalogo delle edizioni antiche della Biblioteca della Camera dei deputati: sec. XV-XVII,1994)
Il fondo Kissner proviene dalla raccolta privata di Franklin H. Kissner (1909-1988), industriale e bibliofilo americano. È entrato a far parte del patrimonio della Biblioteca alla fine del 1990, in seguito all'acquisto presso la casa d'aste Christie's di Londra. Comprende circa 2000 volumi e raccolte di incisioni pubblicati tra il XVI e il XIX secolo. Roma - antica e moderna - costituisce il soggetto centrale della collezione, che raccoglie la maggior parte delle guide della città pubblicate, opere di topografia, brevi pubblicazioni edite in particolari circostanze (conclavi, canonizzazioni, ecc.) e raccolte di incisioni, soprattutto del Settecento. Sono presenti anche numerose relazioni di viaggio in Italia e in Europa. È disponibile un catalogo a stampa (Libri e stampe dalla collezione Kissner,1994). Le stampe e i volumi più prestigiosi di queste collezioni vengono esposti periodicamente in mostre tematiche.

### Riviste
La Biblioteca possiede circa 1500 riviste cartacee correnti e oltre 5700 riviste chiuse a cui si aggiungono circa 3000 pubblicazioni periodiche di altro genere (annuari, annali, atti accademici, serie statistiche, pubblicazioni irregolari, ecc.). Molto ricca è la sezione dei periodici del Risorgimento, specie per il 1848-49, e delle riviste pubblicate durante il fascismo, sulle quali la Biblioteca ha curato un catalogo a stampa. Con la creazione del Polo bibliotecario parlamentare, la Biblioteca della Camera ha assunto la responsabilità del settore delle riviste e la Sala periodici svolge la sua funzione anche per la Biblioteca del Senato.

### Gli opuscoli del XIX secolo
La Biblioteca possiede oltre diecimila opuscoli editi nel XIX secolo, spesso rari, su argomenti di storia, politica, pubblica amministrazione ed economia riguardanti tutto il periodo del Risorgimento in senso stretto, comprese delicate questioni politiche, amministrative e militari: la questione romana, le campagne dell'unità, il governo della destra ecc.

### Fondo Brigantaggio
Il Fondo, acquisito nel 2010, è composto di circa 400 volumi, ai quali si aggiungono opuscoli, riviste e bandi, che documentano la vicenda del brigantaggio dal primo Ottocento agli anni Cinquanta del Novecento. La collezione offre una buona copertura di tutte le aree geografiche del Paese e, integrandosi con le altre collezioni della Biblioteca, consente di disporre di un'esauriente copertura del tema del brigantaggio e dei suoi rapporti con il processo di unificazione dell'Italia.

### Fondo Fascismo
La Biblioteca della Camera rappresenta una biblioteca di riferimento per gli studi sul fascismo. Oltre all'ampia copertura dell'attualità politica e istituzionale che ne ha caratterizzato gli acquisti fin dalle origini, dalla metà degli anni venti la Biblioteca ha costituito una raccolta completamente dedicata al fascismo che successivamente ha dato vita ad un catalogo a stampa intitolato Opere sul fascismo possedute dalla Biblioteca della Camera dei deputati, edito nel 1930 e poi di nuovo nel 1932 e nel 1934. Si tratta di una raccolta sistematica di libri, opuscoli, periodici, opere celebrative, pubblicazioni ufficiali, su tutti gli aspetti del regime. Nel 1937, la Biblioteca ha pubblicato anche una Bibliografia dell'impero fascista (colonie e possedimenti), relativa alla politica e alla storia coloniale d'Italia. Alle collezioni sul fascismo si collega anche il Fondo Opera Nazionale Dopolavoro che comprende circa 1.400 volumi della sezione Camera del Dopolavoro, relativi a molteplici argomenti: dall'ideologia fascista alla politica commerciale, dalla letteratura italiana alla politica coloniale, dal teatro all'etnologia. Nel 1983, la Biblioteca ha pubblicato una Bibliografia dei periodici del periodo fascista, 1922-1945, posseduti dalla Biblioteca della Camera dei Deputati / Dora Gulli Pecenko, Laura Nasi Zitelli; introduzione di Renzo De Felice. - Roma: Camera dei deputati. Segreteria generale, 1983.

### Fondo Carte sulla Resistenza
Il fondo fu costituito a partire dal 16 dicembre 1946, quando il Vicepresidente, on. Giovanni Conti, in qualità di Presidente della Commissione di Vigilanza della Biblioteca della Camera dei deputati, chiese con lettera circolare, destinata probabilmente a tutti i membri dell'Assemblea Costituente, materiale da inviare alla Biblioteca stessa. La piccola collezione consiste prevalentemente di stampa clandestina, notiziari dattiloscritti, volantini e fotografie. Un gruppo di materiali proviene dal Comando generale del Corpo volontari della libertà, mentre nel 1953 l'on. Oreste Bonomelli donò alla Biblioteca ulteriori documenti relativi all'attività del Partito Socialista Italiano, volantini e fotografie. È disponibile un inventario.

### Fondo Giovanni Bach
Giovanni Bach (1892-1962) iniziò a lavorare alla Biblioteca della Camera nei primi anni Venti del Novecento, assumendo la carica di Vice Bibliotecario nel 1929. Il fondo è costituito da circa 1.900 volumi. La parte più preziosa da un punto di vista bibliografico è rappresentata da collane e opere monografiche su Roma. La raccolta contiene, inoltre, volumi di religione, arte, e letteratura.

### Fondo Ermanno Bianchi
Il Fondo è così denominato in quanto curato fin dal 1915 da Ermanno Bianchi, allora capo dell'Archivio della Camera dei deputati, raccoglie documenti a stampa sulla Prima Guerra Mondiale e sul primo dopoguerra, dal 1915 al 1923. È costituito prevalentemente da ritagli di giornale incollati su volumi (con indicazione della data e del titolo della testata) ma comprende anche atti parlamentari, ritagli della Gazzetta Ufficiale, dispacci dell'Agenzia Stefani ed altri documenti (opuscoli, giornali di trincea, volantini, fotografie, cartoline, vignette, ecc.). La raccolta, che è rifluita in Biblioteca per la sua conservazione probabilmente alla fine degli anni venti, comprende 245 volumi, dedicati a specifiche materie o tipologie di materiale. È disponibile un elenco sommario.

### Fondo Filippo Ceccarelli
Il Fondo, acquisito per donazione nel 2014 dal noto giornalista parlamentare, è composto di ritagli di stampa, agenzie, opuscoli e altro materiale di interesse giornalistico, che documentano la storia politica degli ultimi quarant'anni, anche nei suoi aspetti legati al costume e, in generale, alla vita dell'Italia contemporanea. Comprende 1.483 cartelline, ripartite in 334 raccoglitori, per uno sviluppo complessivo di 45 metri lineari. La raccolta costituisce uno dei più importanti complessi documentari di questo tipo ed è una fonte preziosa per la storia politica contemporanea. È disponibile un inventario della raccolta.

### Fondo Lucio Colletti
Il Fondo, acquisito per donazione nel 2015, comprende circa 5.200 volumi, che costituiscono la biblioteca personale di Lucio Colletti (1924-2001), filosofo, docente universitario e deputato; è composto prevalentemente da testi sul marxismo, sulla filosofia politica e sulla storia e la filosofia della scienza.

### Fondo Giuseppe Di Vittorio
Giuseppe Di Vittorio (1892-1957) fu segretario della CGIL dal 1945 alla sua morte, deputato nel 1921, alla Costituente e nelle prime due legislature repubblicane. Nel 1947 venne eletto nel presidente della Federazione Sindacale Mondiale. Il fondo conta 424 volumi, buona parte dei quali risalenti agli anni Cinquanta, riguardanti principalmente il diritto sociale e sindacale italiano e internazionale, la condizione dei lavoratori, le lotte contadine nell'Italia meridionale e la storia del partito comunista italiano. Non mancano, infine, testi letterari del Novecento, soprattutto degli autori di maggior impegno politico.

### Fondo e Archivio Silvio Furlani
Silvio Furlani (1921-2001) fu Bibliotecario della Camera dal 1959 al 1981. Il fondo consiste nella sua biblioteca personale, composta di circa 12.000 volumi di monografie, opuscoli e periodici a carattere prevalentemente storico, politico e giuridico, sia italiani che stranieri (di questi ultimi un buon numero è di area tedesca); tra i settori maggiormente rappresentati si segnalano la storia militare e il diritto elettorale. Una sezione particolare del fondo è costituita da alcune pubblicazioni di Giuseppe Furlani, zio di Silvio, assiriologo e semitista. Dell'Archivio, recentemente riordinato, è disponibile un inventario sommario.

### Fondo Germani Bayne
Il Fondo, acquisito per donazione nel 2010, è costituito di circa 900 volumi e 90 periodici, prevalentemente legati alla politica e alle relazioni internazionali, legati alla figura del sociologo Gino Germani (1911-1979).

### Fondo Gabriele Giannantoni
Il Fondo, acquisito per donazione nel 2010, comprende circa 7.000 volumi, prevalentemente di storia della filosofia, appartenuti a Gabriele Giannantoni (1932-1998), deputato e professore di storia della filosofia.

### Fondo e Archivio Gaetano Natale
Gaetano Natale (1884-1961), notista e osservatore politico, fu per circa dieci anni, a partire dal 1947, presidente del Sindacato della Stampa parlamentare. Il fondo si compone di oltre 1.400 volumi e una cinquantina di periodici, relativi ad argomenti di storia e politica contemporanea, ma anche alla letteratura italiana e straniera, in particolar modo quella del Novecento. La parte più significativa del fondo è costituita da circa 40 faldoni contenenti, tra l'altro, lettere e documenti di importanti uomini politici del primo Novecento, ed in particolare di Giolitti, di cui Natale fu profondo conoscitore.

### Fondo Rossini
La Biblioteca ha ricevuto in omaggio dalla Fondazione Rossini di Pesaro una serie di pubblicazioni che costituiscono un Fondo, tuttora in aggiornamento. L'omaggio è stato consegnato il 19 maggio 2009 al Presidente della Camera, Gianfranco Fini. Si tratta della riproduzione degli spartiti delle opere, teatrali e concertistiche, di Gioachino Rossini, accompagnate da volumi di apparato critico, da volumi monografici sugli allestimenti storici, da volumi di epistolario e documentazione oltre che dal Bollettino della Fondazione.

### Fondo Lia Wainstein
Il fondo comprende i circa 3.000 volumi e le raccolte di periodici della biblioteca privata di Lia Wainstein (1919-2001), insigne slavista, pubblicista e traduttrice di alcuni fra i classici del pensiero politico e della letteratura russa dell'Ottocento e del Novecento. Per l'ampia copertura linguistica - il fondo comprende volumi in italiano, russo, francese, inglese, tedesco, svedese e finlandese - ed il particolare pregio di alcune pubblicazioni relative alla storia, alla politica ed alla letteratura della Russia e degli altri paesi dell'Europa orientale, il fondo Wainstein completa le raccolte di slavistica della Biblioteca della Camera, il cui sviluppo risale all'attività del bibliotecario e slavista Enrico Damiani ed al tradizionale rapporto di scambio con le biblioteche parlamentari dei paesi dell'est europeo.

## Polo bibliotecario parlamentare
Dal 2007 la creazione del Polo bibliotecario parlamentare ha visto l'inizio di una più stretta integrazione tra la Biblioteca della Camera e la Biblioteca del Senato.
Le due biblioteche hanno sede nei due palazzi adiacenti con ingressi rispettivamente in via del Seminario ed in piazza della Minerva, dove la biblioteca del Senato della Repubblica - intitolata a Giovanni Spadolini - si era trasferita il 21 giugno 2003 con i suoi oltre 700.000 volumi, i circa 3.000 periodici (dei quali 1.300 correnti) e 500 giornali italiani e stranieri (dei quali 80 correnti).

## Direttori
Direttori della Biblioteca della Camera dalla fondazione:
- Leonardo Fea, giugno 1848 - aprile 1870
- Giovanni Battista Scovazzi, giugno 1870 - dicembre 1888
- Pietro Fea, gennaio 1889 - giugno 1920 (bibliotecario emerito)
- Antonio Rovini, luglio 1920 - luglio 1926
- Enrico Damiani, dicembre 1927 - luglio 1950
- Umberto Collamarini, luglio 1950 - febbraio 1955 ad interim
- Carlo De Franceschi, marzo 1955 - giugno 1959
- Silvio Furlani, febbraio 1963 - dicembre 1981 (bibliotecario emerito)
- Emilia Lamaro, gennaio 1982 - giugno 2000
- Barbara Cartocci, luglio 2000 - dicembre 2004
- Gianfranco Polillo, marzo-maggio 2005
- Alessandro Palanza, maggio 2005 - dicembre 2006 ad interim
- Antonio Casu, gennaio 2007-